# Цалер, Юрий Александрович
Ю́рий Алекса́ндрович Ца́лер (род. 22 мая 1973, Первоуральск, Свердловская область, СССР) — российский рок-музыкант, бывший соло-гитарист и клавишник группы «Мумий Тролль». Также известен как лидер собственной группы «Птица Зу», сотрудничал со многими известными музыкантами в качестве приглашаемого сессионного гитариста, в том числе исполнял гитарные партии на многих альбомах Земфиры.

## Биография
Юрий Цалер родился 22 мая 1973 года в Первоуральске.
Учился в музыкальном училище им. Чайковского по классу фортепиано, хотя особого энтузиазма в этом направлении не проявлял: «Я всё это ненавидел, мне было неинтересно всё это сольфеджио. Учительница мне сказала: „Слава Богу, что ты не будешь заниматься музыкой, Юра!“»
Забросив училище, заинтересовался рок-н-роллом, под впечатлением от таких групп как «Алиса» и «ДДТ» уже в старших классах начал играть на гитаре. Однажды устроился работать хлебопеком на хлебокомбинате, но продержался там только одну смену, уволившись сразу на следующий день.
Играл вместе со своими младшим братом и отцом, известным джазменом-саксофонистом, в знаменитом баре города перед пёстрой публикой, где часто попадались местные бандиты, — семейный ансамбль при этом носил название «Младшая группа оптимистов» по аналогии со взрослым ансамблем отца «Оптимисты».
В начале 1990-х годов собрал собственную группу под названием «Птица Зу». Демозапись этого коллектива, отосланная в Москву на конкурс молодых исполнителей, очень понравилась Петру Мамонову — он связался с музыкантами и предложил свою студию для записи их дебютного альбома, однако по неизвестным причинам это сотрудничество так и не состоялось. Позже они записали магнитоальбом «Старым девам от молодых кавалеров», были довольно популярны на местной сцене, но после смерти басиста Александра Ложкина коллектив стал распадаться. После распада группы Цалер уехал в столицу, где работал с Павлом Кашиным и Сергеем Мазаевым.
Через Илью Кормильцева, которому давал уроки игры на гитаре, осенью 1997 года Цалер получил предложение от незадолго до того сформировавшейся группы «Мумий Тролль» и стал у них соло-гитаристом. По собственному признанию, первые месяцы в группе давались ему очень тяжело — интенсивный гастрольный график изматывал музыканта, и он даже всерьёз стал задумываться об уходе, однако со временем привык и уже не видел себя вне коллектива. Одновременно с участием в группе несколько раз помогал Земфире во время её студийных записей, в частности, исполнил отдельные гитарные партии на альбомах «Земфира» (1999), «Четырнадцать недель тишины» (2002), «Вендетта» (2005) и «Спасибо» (2007). В 2009 году принимал участие в записи альбома «Ощущение реальности» начинающей певицы Татьяны Зыкиной.
В 2004 году вместе с Лагутенко Юрий Цалер сделал саундтрек для фильма «Похитители книг». В 2005 году вышел альбом с записями «Птицы Зу». В 2008 году выступил композитором в фильме «Скажи Лео».
В 2013 году во время осеннего гастрольного тура Юрий Цалер покинул группу Мумий Тролль.
Летом 2015 года отыграл несколько концертов с Земфирой.

## Дискография
Птица Зу
- Шальной шкаф (1991) (магнитоальбом)
- Мелозьево (1992) (магнитоальбом)
- Старым девам от молодых кавалеров (1993) (CD)

Земфира
- 1999 — «Земфира»
- 2002 — «Четырнадцать недель тишины»
- 2005 — «Вендетта»
- 2007 — «Спасибо»

Магнитная Аномалия
- 2001 — Облака в помаде

Сольный альбом
- 2005 — Птица Зу

Город 312
- 2007 — Обернись

АнимациЯ
- 2015 — Кругом враги

## Инструменты
Первое время Цалер пользовался приобретённой в Москве гитарой Fender Stratocaster, потом использовал Telecaster, полученный в подарок от Сергея Мазаева. Перед записью альбома «Точно ртуть алоэ» купил в Лондоне на Денмарк-стрит Gibson Catalina голубого цвета, играл на этой гитаре 5—6 лет. Всего имеет в наличии девять гитар, но коллекционировать их не собирается, считая, что для нормального звучания вполне достаточно четырёх.
Предпочитает сочинять музыку дома за компьютером, используя программно-аппаратную студию Pro Tools. Его любимая цепочка педалей: Electro Harmonix Doubble Muff, тюнер Boss, фейзер MXR Phase 90, Ibanez Turbo Tube Screamer TS9DX, хорус Ibanez BC9 и дилэй T-Rex — подключаются в усилитель Fender Twin Reverb. Ничего не имеет против цифрового звука, например, при записи альбома «Похитители книг» применял цифровую педаль Line6 Pod.

## Мировоззрение
Юрий Цалер увлекался китайскими практиками, а затем христианством. С 2008 года стал вегетарианцем, считая, что заповедь «Не убий» применима не только к людям.